# Золото (фильм, 2012)
«Зо́лото» (съёмочное название — «Дикое счастье») — художественный фильм по роману уральского писателя Дмитрия Мамина-Сибиряка «Дикое счастье». Съёмки проходили в городе Кунгуре Пермского края, селе Каменка и в селе Чусовом Свердловской области.

## Съёмки
Режиссёр фильма выбрал Кунгур как место для съёмок, потому что, по его словам, этот город, как никакой другой, сумел сохранить изысканную старину. Среди снимаемых зданий — администрация, его двор, а также торговый дом «Гостиный двор». В августе 2008 года создатели сняли зимние сюжеты. Вначале планировалось посыпать мукой часть улицы Советской, но потом решили покрыть дорогу плёнкой и слоем синтепона, а поверх насыпать крахмал. По такому «снегу» проехали гужевые повозки и кунгурская карета.
Специально для съёмок фильма Сергей Безруков отпустил бороду и отрастил волосы.
Жители Кунгура, прошедшие кастинг, приняли участие в массовых сценах.

## Сюжет
Фильм рассказывает о золотой жиле, которую нашёл главный герой Гордей. Золото оказывается для многих испытанием, которое немногие проходят.

## В ролях
| Актёр             | Роль                      |
| ----------------- | ------------------------- |
| Сергей Безруков   | Гордей Евстратыч Брагин   |
| Ирина Скобцева    | Татьяна Власьевна Брагина |
| Андрей Мерзликин  | прокурор                  |
| Михаил Пореченков | купец Еремеев             |
| Анна Герман       | Дарья Брагина             |
| Максим Шибаев     | Михалко                   |
| Любовь Куликова   | Алёнка                    |
| Владимир Кабалин  | отец Кондрат              |
| Алексей Шемес     | Фёдор Пазухин             |
| Дарья Михайлова   | Прасковья Пазухина        |
| Валерий Величко   | жандарм                   |
| Евгений Ганелин   | свидетель-дворянин        |
| Максим Шпилёв     | хозяин кабака             |
| Андрей Мармонтов  | управляющий прииском      |
| Сергей Фёдоров    | Трифон                    |